# Automobiles René Bonnet

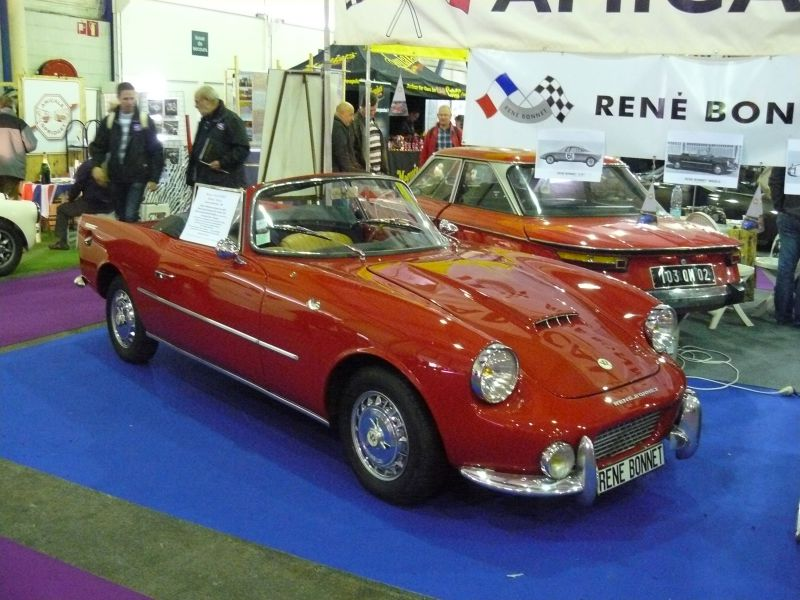
René Bonnet Missile

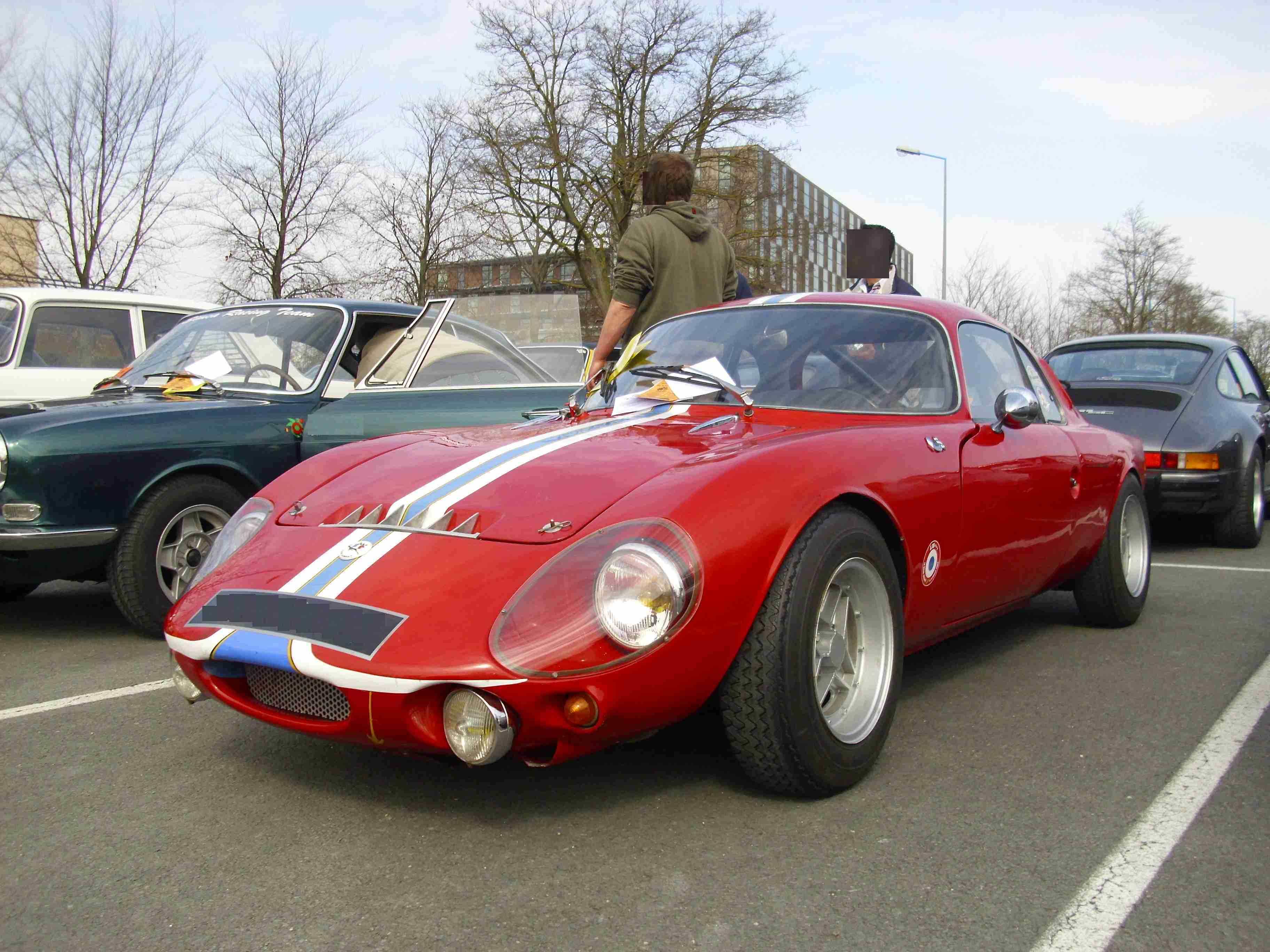
René Bonnet Djet

Die Société des Automobiles René Bonnet war ein französischer Hersteller von Automobilen.

## Unternehmensgeschichte
Nachdem sich René Bonnet von Charles Deutsch und dem Unternehmen Deutsch & Bonnet getrennt hatte, gründete er 1961 sein eigenes Unternehmen. Standort war an der Avenue du Général-de-Gaulle 160 in Champigny-sur-Marne. 1962 begann die Produktion von Automobilen. Der Markenname lautete René Bonnet. 1964 endete die Produktion, als Matra das Unternehmen übernahm.

## Fahrzeuge
Das Unternehmen stellte Sportwagen und Rennwagen her. Bonnet verwendete Vierzylindermotoren von Renault. Angeboten wurden die Straßenmodelle Missile, Le Mans und Djet. Die beiden erstgenannten hatten Frontantrieb. Der Missile-Motor mit 845 cm³ Hubraum leistete 55 PS. Der Le Mans hatte einen größeren und stärkeren Motor mit 1108 cm³ Hubraum und 65 bis 75 PS Leistung. Im Djet war der Motor in der Wagenmitte eingebaut. Zur Wahl standen Motoren mit 996 cm³ Hubraum und 80 PS sowie mit 1108 cm³ Hubraum und 60 bis 65 PS. Der Djet wurde nach der Übernahmen durch Matra weiter produziert und als Matra Djet vermarktet.